# شوئه جینهوا
شوئه جینهوا (انگلیسی: Xue Jinhua؛ زادهٔ ۱۳ مهٔ ۱۹۶۵)  بازیکن زن هندبال اهل چین بود. وی در بازی‌های المپیک تابستانی ۱۹۸۸ شرکت کرده‌است.